# Fort Érié (fortification)
Pour les articles homonymes, voir Fort Érié.
Le fort Érié a été le premier fort d'un réseau de fortification britannique à être construit juste après la guerre de Sept Ans. Il se trouve au sud de la ville de Fort Érié en Ontario (Canada), à proximité du Niagara, en face de Buffalo dans l'État de New York aux États-Unis. Il a été désigné lieu historique national du Canada en 1931.

## Genèse
Les Britanniques s'assurèrent du contrôle de la région en occupant les forts français et en construisant des lignes de communication le long du Niagara et dans la région des Grands Lacs. Un fort original fut construit en 1764 sous la direction de l'ingénieur militaire John Montresor (1736 – 1799), situé au bord du Niagara, en dessous du fort actuel. Pendant cinquante ans le fort Érié a servi de dépôt d'approvisionnement et de port pour des navires transportant des marchandises, des troupes et des passagers du lac Érié au cours supérieur des Grands Lacs.

## Développement
Le fort Érié a d'abord servi de base de ravitaillement pour les troupes britanniques, les troupes loyalistes et les guerriers iroquois pendant la révolution américaine. Le premier fort de Montresor, situé près de l'eau, subissant des dégâts considérables à cause des trop fréquentes tempêtes hivernales, les autorités donnèrent leur aval pour construire un nouveau fort au-dessus de l'original en 1803.

## Guerre anglo-américaine de 1812
Fort Érié fut le théâtre de l'une des batailles les plus sanglantes de l'histoire du Canada. La construction du nouveau fort n'était pas achevée lorsque les États-Unis déclarèrent la guerre à la Grande-Bretagne le 18 juin 1812, engageant ainsi la guerre de 1812. Une partie de sa garnison fit face à une attaque américaine en novembre. Au début de l'année 1813 Fort Érié fut occupé par les troupes américaines qui l'abandonnèrent en juin. Avant le départ des troupes britanniques et de la milice canadienne le fort avait été partiellement démantelé pour le rendre inutilisable. En décembre les Anglais profitèrent du retrait américain pour reprendre possession du fort et se lancèrent dans sa reconstruction mais, le 3 juillet 1814, une troupe américaine positionnée à proximité s'empara du lieu et Fort Érié fut occupé de nouveau par les forces américaines qui s'en servirent de base d'approvisionnement et l'agrandirent. Après les batailles de Chippawa et des Chutes du Niagara le 5 et 25 juillet 1814, l'armée américaine se retira dans le fort Érié assiégé par les troupes britanniques. Le 15 août les Anglais lancèrent une attaque sur quatre fronts contre le fort mais les américains avaient bien préparé leur défense et une explosion dans le bastion Nord-Est détruisit les chances de réussite des troupes anglaises qui perdirent plus de mille hommes. Le 17 septembre les américains firent une sortie et capturèrent deux canons britanniques et tirèrent sur l'ennemi avec l'un d'entre-deux avant de se faire repoussé vers le fort. Peu de temps après l'armée anglaise leva le siège et se retira vers le nord, à Chippawa. Après une attaque infructueuse à Cook's Mills à l'ouest de Chippawa, l'annonce que la côte Est des États-Unis a été la cible d'attaques et, avec l'hiver qui approchait, les troupes américaines décidèrent de détruire le fort et de se retirer à Buffalo le 5 novembre 1814.
La région du fort Érié est devenue au milieu du XIXe siècle une plateforme majeure de transit d'esclaves américains en fuite vers le Canada via Buffalo dans l'État de New York.

## Source
- (en) Cet article est partiellement ou en totalité issu de l’article de Wikipédia en anglais intitulé « Olde Fort Erie » (voir la liste des auteurs).